# Andrea Santarelli
Andrea Santarelli (Foligno, 3 de junho de 1993) é um esgrimista italiano que conquistou a medalha de prata por equipes nos Jogos Olímpicos de 2016 ao lado de Enrico Garozzo, Marco Fichera e Paolo Pizzo. Especialista em espada, participou dos Jogos Olímpicos de 2016 e 2020 e conquistou o título europeu em 2022 e mundial em 2023. Em reconhecimento às suas conquistas, foi agraciado com o Colar de Ouro em 2023.

## Palmarès
Jogos Olímpicos
| Ano  | Local          | Evento             | Posição | Ref.  |
| ---- | -------------- | ------------------ | ------- | ----- |
| 2016 | Rio de Janeiro | Espada por equipes | 2.ª     | [ 9 ] |

Campeonatos Mundiais
| Ano  | Local     | Evento             | Posição | Ref.   |
| ---- | --------- | ------------------ | ------- | ------ |
| 2023 | Milão     | Espada por equipes | 1.ª     | [ 3 ]  |
| 2022 | Cairo     | Espada por equipes | 2.ª     | [ 10 ] |
| 2019 | Budapeste | Espada individual  | 3.ª     | [ 11 ] |

Campeonatos Europeus
| Ano  | Local        | Evento             | Posição | Ref.   |
| ---- | ------------ | ------------------ | ------- | ------ |
| 2022 | Antália      | Espada por equipes | 1.ª     | [ 12 ] |
| 2016 | Toruń        | Espada por equipes | 2.ª     | [ 13 ] |
| 2019 | Dusseldórfia | Espada individual  | 2.ª     | [ 14 ] |
| 2024 | Basileia     | Espada individual  | 2.ª     | [ 15 ] |
| 2018 | Novi Sad     | Espada por equipes | 3.ª     | [ 3 ]  |

## Condecorações
- Colar de Ouro ao Mérito Desportivo (22 de dezembro de 2023)[16]